# Адміністративний устрій Кельменецького району
Адміністративний устрій Кельменецького району — адміністративно-територіальний поділ Кельменецького району Чернівецької області на 1 селищну та 24 сільські ради, які об'єднують 34 населені пункти та підпорядковані Кельменецькій районній раді. Адміністративний центр — смт Кельменці.

## Список радКельменецького району
| №  | Назва                       | Центр          | Населені пункти           | Площа км² | Місце за площею | Населення (2001), чол. | Місце за населенням |
| -- | --------------------------- | -------------- | ------------------------- | --------- | --------------- | ---------------------- | ------------------- |
| 1  | Кельменецька селищна рада   | смт Кельменці  | смт Кельменці             |           |                 |                        |                     |
| 2  | Бабинська сільська рада     | c. Бабин       | c. Бабин                  |           |                 |                        |                     |
| 3  | Бернівська сільська рада    | c. Бернове     | c. Бернове                |           |                 |                        |                     |
| 4  | Бузовицька сільська рада    | c. Бузовиця    | c. Бузовиця               |           |                 |                        |                     |
| 5  | Бурдюзька сільська рада     | c. Бурдюг      | c. Бурдюг                 |           |                 |                        |                     |
| 6  | Вартиковецька сільська рада | c. Вартиківці  | c. Вартиківці c. Слобідка |           |                 |                        |                     |
| 7  | Вовчинецька сільська рада   | c. Вовчинець   | c. Вовчинець              |           |                 |                        |                     |
| 8  | Вороновицька сільська рада  | c. Вороновиця  | c. Вороновиця             |           |                 |                        |                     |
| 9  | Грушовецька сільська рада   | c. Грушівці    | c. Грушівці c. Нагоряни   |           |                 |                        |                     |
| 10 | Дністрівська сільська рада  | c. Дністрівка  | c. Дністрівка             |           |                 |                        |                     |
| 11 | Зеленецька сільська рада    | c. Зелена      | c. Зелена                 |           |                 |                        |                     |
| 12 | Івановецька сільська рада   | c. Іванівці    | c. Іванівці               |           |                 |                        |                     |
| 13 | Козирянська сільська рада   | c. Козиряни    | c. Козиряни               |           |                 |                        |                     |
| 14 | Комарівська сільська рада   | c. Комарів     | c. Комарів c. Майорка     |           |                 |                        |                     |
| 15 | Коновська сільська рада     | c. Коновка     | c. Коновка                |           |                 |                        |                     |
| 16 | Ленковецька сільська рада   | c. Ленківці    | c. Ленківці c. Макарівка  |           |                 |                        |                     |
| 17 | Лівинецька сільська рада    | c. Лівинці     | c. Лівинці c. Михайлівка  |           |                 |                        |                     |
| 18 | Лукачівська сільська рада   | c. Лукачівка   | c. Лукачівка              |           |                 |                        |                     |
| 19 | Мошанецька сільська рада    | c. Мошанець    | c. Мошанець               |           |                 |                        |                     |
| 20 | Нелиповецька сільська рада  | c. Нелипівці   | c. Нелипівці c. Браїлівка |           |                 |                        |                     |
| 21 | Новоселицька сільська рада  | c. Новоселиця  | c. Новоселиця             |           |                 |                        |                     |
| 22 | Оселівська сільська рада    | c. Оселівка    | c. Оселівка c. Кроква     |           |                 |                        |                     |
| 23 | Перковецька сільська рада   | c. Перківці    | c. Перківці c. Путрине    |           |                 |                        |                     |
| 24 | Подвір'ївська сільська рада | c. Подвір'ївка | c. Подвір'ївка            |           |                 |                        |                     |
| 25 | Росошанівська сільська рада | c. Росошани    | c. Росошани               |           |                 |                        |                     |

* Примітки: м. — місто, с-ще — селище, смт — селище міського типу, с. — село